# Plegmapterus fernandezi
Plegmapterus fernandezi är en insektsart som först beskrevs av Boris Petrovich Uvarov 1922.  Plegmapterus fernandezi ingår i släktet Plegmapterus och familjen gräshoppor. Inga underarter finns listade i Catalogue of Life.